# Zhou Qi
Zhou Qi (Henan, China, 16 de enero de 1996) es un baloncestista chino que pertenece a los Guangdong Southern Tigers de la CBA china. Con 2,18 metros de estatura, juega en la posición de pívot.

## Trayectoria deportiva

### Profesional
En noviembre de 2014, Zhou comenzó su carrera profesional con los Xinjiang Flying Tigers de la liga de baloncesto de su nación, donde compartió camerino con Andray Blatche un exjugador de la NBA. En su primera temporada en 2014-2015, Qi promedió 14,1 puntos, 7 rebotes y lideró la liga con 3,4 tapones en 29,1 minutos por partido.
Fue elegido en la quincuagésimo tercera posición del Draft de la NBA de 2016 por Houston Rockets, que lo firmaron el año siguiente.
[actualizar]

### Selección nacional
Con China, fue medalla de oro en el Campeonato FIBA Asia de Changsha 2015.
Durante agosto y septiembre de 2023 fue integrante de la selección de China que participó en el Mundial de 2023 celebrado en Asia, y que finalizó en vigesimonoveno lugar.

## Estadísticas de su carrera en la NBA

### Temporada regular
| Año     | Equipo  | PJ | PT | MPP | %TC  | %3P  | %TL  | RPP | APP | ROB | TPP | PPP |
| ------- | ------- | -- | -- | --- | ---- | ---- | ---- | --- | --- | --- | --- | --- |
| 2017-18 | Houston | 18 | 0  | 6.9 | .188 | .105 | .667 | 1.2 | .1  | .1  | .8  | 1.2 |
| Total   | Total   | 18 | 0  | 6.9 | .188 | .105 | .667 | 1.2 | .1  | .1  | .8  | 1.2 |

### Playoffs
| Año   | Equipo  | PJ | PT | MPP | %TC   | %3P | %TL | RPP | APP | ROB | TPP | PPP |
| ----- | ------- | -- | -- | --- | ----- | --- | --- | --- | --- | --- | --- | --- |
| 2018  | Houston | 3  | 0  | 2.0 | 1.000 | -   | -   | .3  | .0  | .0  | .0  | .7  |
| Total | Total   | 3  | 0  | 2.0 | 1.000 | -   | -   | .3  | .0  | .0  | .0  | .7  |